# エクイヌックス
equinux(エクイヌックス、正式名称：equinux AG エクイヌックス エーゲー)はドイツのミュンヘンとカリフォルニア州サウスサンフランシスコを拠点に、Mac用のソフトウェアを開発・販売している会社。

## 概要
デザインとテクノロジーの融合を重視してソフトウェアを制作している会社で、Appleが主催するソフトウェアアプリケーションのデザインコンテストで2度受賞している。うち、2006年はこのコンテストの最優秀賞を獲得している。英語、ドイツ語、フランス語で製品を発売していたが、2010年より本格的に日本語対応を始め日本市場へ参入した。社名の最初の文字は小文字の「e」から始まり、大文字のEquinuxは間違い。AG(エーゲー)はドイツ語の株式会社(Aktiengesellschaft)の略称。

## 沿革
- 1999年12月 - 会社創立
- 2000年12月 - サウスサンフランシスコに支店を設立
- 2001年7月 - APC Tracker発売
- 2002年8月 - VPN Tracker発売
- 2004年4月 - iSale発売
- 2006年1月 - MediaCentral発売
- 2006年2月 - 全製品が英語、ドイツ語、フランス語に対応
- 2006年6月 - CoverScout発売
- 2007年5月 - The Tube発売
- 2007年10月 - Stationery Pack発売
- 2009年1月 - SongGenie発売
- 2010年8月 - 日本語対応を開始。Barbecueを日本語、英語、ドイツ語、フランス語で発売
- 2010年9月 - TARMAC発売

## 国際展開
iPhoneとiPad用のアプリはiTunesのApp Store上で発売されている事により、20カ国以上の国と通貨で販売されている。アプリケーションの言語は、日本語、英語、ドイツ語、フランス語。使用デバイスの「システム環境設定」で設定された言語に付随してアプリケーションが立ち上がる。

### 日本における展開
2010年8月より本格的に日本進出。iPhone、iPod、iPad上で具を焼くバーベキューのアプリを発売。

### アメリカにおける展開
2000年よりアメリカに進出し、現地での電話対応を含めたカスタマーサポートも開始した。

### ヨーロッパにおける展開
1999年の創業以来ドイツ語と英語を中心に開発している。